# Led Zeppelin North American Tour 1977
Led Zeppelin North American Tour 1977 е единадесетото и последно турне на Лед Зепелин в САЩ. То е разделено на три етапа с начало 1 април 1977 г. и край – 24 юли 1977 г. Обиколката е планирана до 13 август, но поради смъртта на петгодишния син на Робърт Плант е прекъсната преждевременно.

## История
Това е първият тур след автомобилния инцидент с Плант на гръцкия остров Родос през лятото на 1975 г., причинил принудителен отпуск на групата за близо две години. Ваканцията е съпроводена с издаването на седмата плоча на Лед Зепелин Presence, както и на концертния амбум The Song Remains The Same. За репетициите на гастрола в САЩ е наето студиото Manticore Studios, Фулъм, където групата прекарва два месеца.

Старанието, с което мениджърът Питър Грант планира това турне, затвърждават позициите на Лед Зепелин като доминираща група на десетилетието. Трите етапа включват 51 шоута с 1,3 милиона билети, като продажбите са средно 72 000 на ден. Това е най-мащабната обиколка в кариерата на групата въобще.

Форт Уърт, Тексас (27 февруари) е определен като начална дата, но, покосен от ларингит, Робърт Плант отлага изявите с още един месец. Първият концерт е в Далас Мемориъл Аудиториъм (Далас) на 1 април. Закъснението намалява времето за репетиции, тъй като инструментите и екипировката вече са транспортирани в Щатите.
Пейдж:
“За около месец нямахме никакви инструменти. Пет дни преди датата на заминаване екипировката бе заминала. Ужасявах се от перспективата за първите шоута.”
Led Zeppelin's 1977 North American Tour е мащабен финансов успех за групата, която успява да продаде огромни стадиони и зали. На 30 април 76 229 души присъстват на концерта в Понтиак Силвърдом – нов рекорд за посещение на един изпълнител (група), подобрявайки този на Дъ Ху от предната 1975 г.(75 962) и инкасирайки приход от $792 361.50 (също рекорд). В Ню Йорк (Медисън Скуеър Гардън) и Ингълуд (Лос Анджелис) изявите са по шест дни. Само в Ню Йорк, без пари за реклама, разчитайки единствено на продажби от улицата и предварителни заявки, са ангажирани две допълнителни дати.
Един от биографите на групата Дейв Луис характеризира турнето така:
„С разчетени маршрути, големи арени и стадиони, турнето стана модел за подобни изяви на групи и изпълнители като Ю2 и Брус Спрингстийн през следващите две десетилетия. Грант и Лед Зепелин обаче пътуваха заедно и спазваха собствените си правила. Организирането на тези 44 концерта показва големия опит на групата и мениджъра при такива мащаби.“
За придвижване между концертите е нает Caesar's Chariot, 45 местен Боинг, собственост на хотел „Цезар Палас“ в Лас Вегас. Не трябва да се бърка с известния Starship, използван на предишните гастроли в Северна Америка, приземен за постоянно заради технически проблеми.
На повечето от шоутата Пейдж е в известния бял копринен костюм с изобразен дракон.

## Проблеми
Въпреки финансовите успехи, турнето е съпроводено с много изпитания. На 19 април в Riverfront Coliseum, Синсинати, 70 души са арестувани при опит да влязат без билети като замерят стъклените врати с камъни и бутилки. На 3 юни на стадиона в Тампа шоуто е прекъснато след гръмотевична буря и размирици в тълпата, при което са арестувани 19 фена, а 50 са ранени. За да разсее бунтуващите се, полицията прибягва до сълзотворен газ. Пристрастяването на Пейдж към хероина също пречи на изявите пред публика. На 9 април в Чикаго китаристът е принуден да свири „Ten Years Gone“ на стол, след като се е почувствал зле. След последвалите стомашни спазми той напуска сцената. Шоуто приключва само 56 минути след началото. Причината е хранително отравяне. Концертът в Грийнсбъро (Ню Йорк) започва с час закъснение. Робърт Плант се извинява: „Простете, забравихме някого в Ню Йорк“.

Зад кулисите също има проблеми, изострени след наемането в Лондон на криминално проявения Джон Байндън като координатор по сигурността на Лед Зепелин. След фестивала Days on the Green на 23 юли Питър Грант, Байндън и Бонъм са арестувани след като член от екипа на промоутъра Бил Греъм е пребит. Пострадалият по-рано е ударил 11-годишния син на Питър Грант, след като е свалил знака на една от съблекалните. Барабанистът е видял това и го е изритал. По-късно Грант узнава за случката и заедно с Байндън зверски нападат мъжа в караваната, докато тур-мениджърът Ричард Коул охранява вратата, при което пострадал и друг човек от екипа.
Вторият концерт в Окланд е само ден след като Греъм и Лед Зепелин подписват споразумение и групата е освободена от съдебна отговорност. Въпреки това Греъм не спазва своята част и когато групата се завръща в хотела на побойниците са наложени глоби за насилие. Искът на Греъм е за $2 млн.. След нови преговори четиримата получават условни присъди и глоби По-късно в интервю за някои радиостанции Греъм заявява, че никога повече няма да работи с Лед Зепелин.
Шоуто в Оклънд ще се окаже и последно за групата в Щатите. След концерта групата научава за смъртта на петгодишния син на Плант, Карак, причинена от стомашна инфекция. Турнето е прекратено веднага.
В последните години в различни интервюта Плант разсъждава върху негативно стеклите се обстоятелства по време на Led Zeppelin North American Tour 1977:
„Онази година, в месеците преди да си отиде Карак, бяхме обзети от дива енергия, която достигна кулминацията си, и която нямаше начин да задържим в себе си. Изливахме я в хотелите и превръщахме всичко в кочина. Беше лудост. Все повече се превръщахме в жертви на успеха, но нямахме избор.“
Според Джак Колмс шеф на Showco (компанията, занимаваща се със звука, осветлението и сцената на Американските турнета на бандата от 1973 г.):

„Турнето започна много напрегнато. Настроението бе доста по-мрачно от когато и да било в предишните обиколки на групата. Те (Лед Зепелин) се бяха наобиколили със съмнителни типове, които отговаряха за охраната. Мисля, че Ричард Коул и някои членове на групата, а и всички около групата, се дрогираха, което даде „резултат“. Зепелин все още имаха своите брилянтни мигове, но част от шоутата бяха претупани и безинтересни. Негативно отражение даде и Байндън, приятелят на Питър Грант.“

## Записи
Поне три концерта (Понтиак-30 април, Хюстън-21 май и Сиатъл-21 юли) са филмирани професионално за групата от телевизионни компании и прожектирани наживо на големи екрани. Нито един не е издаден официално, но като бутлег е разпространено шоуто в Сиатъл. Пейдж, като продуцент, не е намерил мултипистов запис от нито едно шоу, не се знае дали има въобще такъв. Кадри от Сиатъл са включени в промото на Remasters 1990 г., в документален филм на MTV за Лед Зепелин и през 1997 г. за клипа на „Whole Lotta Love“.
Повечето от концертите имат аудио записи, като най-известните са записания от пулта Destroyer (от Кливланд на 21 април), Listen to This Eddie (21 юли, Лос Анжелис) и For Badgeholders Only (23 юли, Лос Анжелис), последните два – записани от публика.
Вторият диск Led Zeppelin DVD съдържа неясни кадри от шоуто в LA Forum. Аудиото е от първата „The Song Remains The Same“, а кадрите – от различни концерти на турнето 1977 г.

## Сетлист
Сетлистът на тура съдържа акустичната част, възродена в представленията от Ърлс Корт (1975 г.). „Nobody's Fault but Mine“ и „Achilles Last Stand“ са единствените от издадения албум Presence, а част от солото на „Tea For One“ е включено в „Since I’ve Been Loving You“.
Сетлист:

1. „The Song Remains the Same“ (Пейдж, Плант)

2. „The Rover“ (интро)/Sick Again (Пейдж, Плант)

3. "Nobody's Fault but Mine (Пейдж, Плант)

4. „In My Time of Dying“ (Пейдж, Плант, Бонъм, Джоунс) или „Over the Hills and Far Away“ (Пейдж, Плант)

5. „Since I've Been Loving You“ (Пейдж, Плант, Джоунс)/ „Tea for One“ (соло)

6. „No Quarter“ (Пейдж, Плант, Джоунс)

7. „Ten Years Gone“ (Пейдж, Плант)

8. „The Battle of Evermore“ (Пейдж, Плант) (Джон Пол Джоунс изпълнява вокалите на Санди Дени от студийната версия.)

9. „Going to California“ (Пейдж, Плант)

10. „Dancing Days“ (Пейдж, Плант) (само на 26 май и 27 юни)

11. „Black Country Woman“ (Пейдж, Плант) / „Bron-Yr-Aur Stomp“ (Пейдж, Плант, Джоунс)

12. „White Summer“/Black Mountain Side (Пейдж)

13. „Kashmir“ (Бонъм, Пейдж, Плант)

14. „Out on the Tiles“ (интро)/Over the Top/Moby Dick (Пейдж, Джоунс, Бонъм)

15. „Guitar Solo“ (Пейдж) / „Star Spangled Banner“

16. „Achilles Last Stand“ (Пейдж, Плант)

17. „Stairway to Heaven“ (Пейдж, Плант)

Бисове:

„Rock and Roll“ (Пейдж, Плант, Джоунс, Бонъм)

„Trampled Under Foot“ (Пейдж, Плант, Джоунс)

„Whole Lotta Love“ (Интро) (Бонъм, Диксън, Джоунс, Пейдж, Плант)

„Rock and Roll“ (Пейдж, Плант, Джоунс, Бонъм)

„Heartbreaker“ (Бонъм, Пейдж, Плант)

„Black Dog“ (Пейдж, Плант, Джоунс)

„It'll Be Me“ (Clement)

„Communication Breakdown“ (Бонъм, Джоунс, Пейдж)

| Дата            | Град                    | Държава | Място                                   |
| --------------- | ----------------------- | ------- | --------------------------------------- |
| Северна Америка |                         |         |                                         |
| 1 април 1977    | Далас, Тексас           | САЩ     | Dallas Memorial Auditorium              |
| 3 април 1977    | Оклахома сити, Оклахома | САЩ     | The Myriad                              |
| 6 април 1977    | Чикаго, Илиноис         | САЩ     | Chicago Stadium                         |
| 7 април 1977    | Чикаго, Илиноис         | САЩ     | Chicago Stadium                         |
| 9 април 1977    | Чикаго, Илиноис         | САЩ     | Chicago Stadium                         |
| 10 април 1977   | Чикаго, Илиноис         | САЩ     | Chicago Stadium                         |
| 12 април 1977   | Блумингтън, Минесота    | САЩ     | Metropolitan Center                     |
| 13 април 1977   | Блумингтън, Минесота    | САЩ     | Metropolitan Center                     |
| 15 април 1977   | Сейнт Луис, Мисури      | САЩ     | St. Louis Arena                         |
| 17 април 1977   | Индианаполис, Индиана   | САЩ     | Market Square Arena                     |
| 19 април 1977   | Синсинати, Охайо        | САЩ     | Riverfront Coliseum                     |
| 20 април 1977   | Синсинати, Охайо        | САЩ     | Riverfront Coliseum                     |
| 23 април 1977   | Атланта, Джорджия       | САЩ     | The Omni                                |
| 25 април 1977   | Луисвил, Охайо          | САЩ     | Freedom Hall                            |
| 27 април 1977   | Ричфилд, Охайо          | САЩ     | Coliseum at Richfield                   |
| 28 април 1977   | Ричфилд, Охайо          | САЩ     | Coliseum at Richfield                   |
| 30 април 1977   | Понтиак, Мичиган        | САЩ     | Silverdome 76 229 зрители               |
| 18 май 1977     | Бирмингам, Алабама      | САЩ     | Birmingham–Jefferson Convention Complex |
| 19 май 1977     | Батън Руж, Луизиана     | САЩ     | Pete Maravich Assembly Center           |
| 21 май 1977     | Хюстън                  | САЩ     | The Summit                              |
| 22 май 1977     | Форт Уърт, Тексас       | САЩ     | Fort Worth Convention Center            |
| 25 май 1977     | Лендоувър               | САЩ     | Capital Centre                          |
| 26 май 1977     | Лендоувър               | САЩ     | Capital Centre                          |
| 28 май 1977     | Лендоувър               | САЩ     | Capital Centre                          |
| 30 май 1977     | Лендоувър               | САЩ     | Capital Centre                          |
| 31 май 1977     | Грийнсбъро              | САЩ     | Greensboro Coliseum                     |
| 3 юни 1977      | Тампа, Флорида          | САЩ     | Tampa Stadium                           |
| 7 юни 1977      | Ню Йорк                 | САЩ     | Медисън Скуеър Гардън                   |
| 8 юни 1977      | Ню Йорк                 | САЩ     | Медисън Скуеър Гардън                   |
| 10 юни 1977     | Ню Йорк                 | САЩ     | Медисън Скуеър Гардън                   |
| 11 юни 1977     | Ню Йорк                 | САЩ     | Медисън Скуеър Гардън                   |
| 13 юни 1977     | Ню Йорк                 | САЩ     | Медисън Скуеър Гардън                   |
| 14 юни 1977     | Ню Йорк                 | САЩ     | Медисън Скуеър Гардън                   |
| 19 юни 1977     | Сан Диего, Калифорния   | САЩ     | San Diego Sports Arena                  |
| 21 юни 1977     | Ингълуд                 | САЩ     | The Forum                               |
| 22 юни 1977     | Ингълуд                 | САЩ     | The Forum                               |
| 23 юни 1977     | Ингълуд                 | САЩ     | The Forum                               |
| 25 юни 1977     | Ингълуд                 | САЩ     | The Forum                               |
| 26 юни 1977     | Ингълуд                 | САЩ     | The Forum                               |
| 27 юни 1977     | Ингълуд                 | САЩ     | The Forum                               |
| 17 юли 1977     | Сиатъл, Вашингтон       | САЩ     | Kingdome                                |
| 20 юли 1977     | Темпи                   | САЩ     | Wells Fargo Arena (Tempe)               |
| 23 юли 1977     | Окланд, Калифорния      | САЩ     | O.co Coliseum                           |
| 24 юли 1977     | Окланд, Калифорния      | САЩ     | O.co Coliseum                           |
| 30 юли 1977     | Ню Орлиънс, Луизиана    | САЩ     | Louisiana Superdome Отменен             |
| 2 август 1977   | Чикаго, Илиноис         | САЩ     | Chicago Stadium Отменен                 |
| 3 август 1977   | Чикаго, Илиноис         | САЩ     | Chicago Stadium Отменен                 |
| 6 август 1977   | Орчард парк, Ню Йорк    | САЩ     | Rich Stadium Отменен                    |
| 9 август 1977   | Питсбърг, Пенсилвания   | САЩ     | Civic Arena Отменен                     |
| 10 август 1977  | Питсбърг, Пенсилвания   | САЩ     | Civic Arena Отменен                     |
| 13 август 1977  | Филаделфия, Пенсилвания | САЩ     | John F. Kennedy Stadium Отменен         |